# Wiko

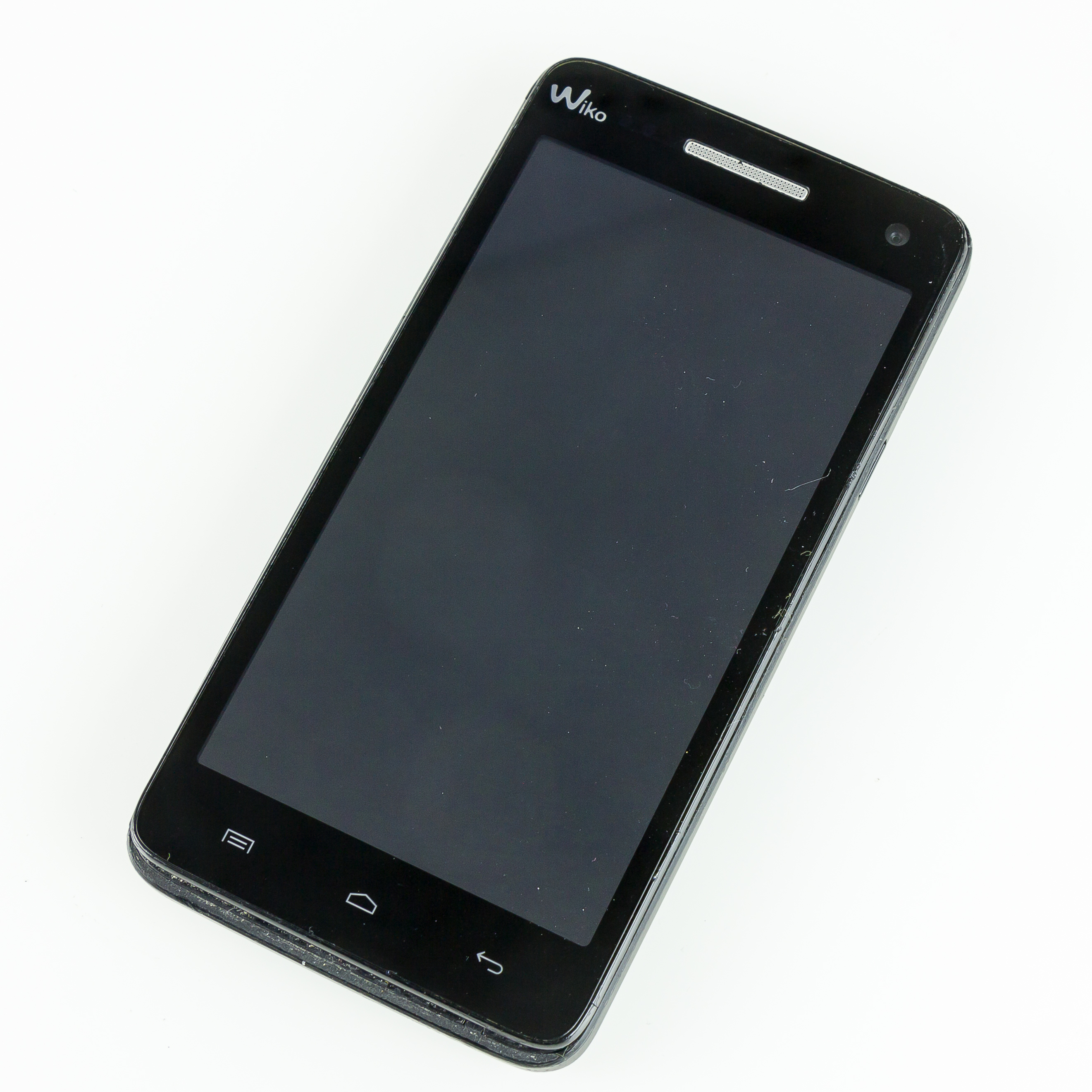
Wiko Rainbow 4G

Wiko là hãng điện thoại thông minh của Pháp. Wiko thuộc sở hữu của tập đoàn công nghệ Tinno Mobile, Trung Quốc và điện thoại của hãng được sản xuất tại Trung Quốc.
Wiko đã vận chuyển toàn bộ 2,3 triệu thiết bị vào năm 2013, hầu hết là điện điện thoại thông minh sử dụng hệ điều hành Android.
Năm 2013, công ty bán được 1,3 triệu điện thoại thông minh ở Pháp và trở thành hãng điện thoại thông minh bán chạy thứ sáu sau HTC.

## Lịch sử
Wiko được thành lập vào tháng 2 năm 2011 bởi doanh nhân người Pháp, Cedric Wilmots, có trụ sở tại Marseille.
Năm 2013, Wiko có 7 phần trăm của thị trường Pháp
Năm 2014, Wiko thăm nhập vào thị trường Anh.
Năm 2015, Wiko thăm nhập vào thị trường Bỉ.